# Сандра О
Сандра Мију О (Непијан, 20. јул 1971) је канадска глумица која се прославила улогом Кристине Јенг у серији „Увод у анатомију”, режираној у САД. За своју улогу освојила је награду „Златни глобус”, две награде „Screen Actors Guild Awards” и пет номинација за награду „Primetime Emmy” за изузетну глумицу у драмској серији. Такође је имала улогу у драмској серији „Арлис”.

## Младост
О је рођена 20. јула 1971. године у Непијану, предграђу Отаве, у породици корејских имиграната, О Џунсу (Џон) и О Јоунгнам, који су се преселили у Канаду почетком 1960-их. (По корејском обичају, презиме је наведено прво.) Њен отац је бизнисмен и мајка биохемичар.
Има брата Реја и сестру Грејс. Одрасла је у побожном хришћанском домаћинству, живећи на Кемвуд Крекценту у Непеану, гдје је почела глумити и бавити се балетом у раном добу. Одрастајући, О је била једна од ријетких дјевојака азијског поријекла у Непеану.
Са 10 година играла је "Чаробњак из Оза" у музичкој класи "Канадска гуска".
Касније, основала је БАСЕ за заштиту животне средине (Борден Активни Студенти за Заштиту Животне Средине), водећи кампању против употребе стиропора. У средњој школи је изабрана за предсједника Студентског савјета. Такође је свирала флауту и наставила обуку за балет и глумачке студије, иако је знала да "није довољно добра да буде професионална плесачица" и да се фокусира на глуму. Ишла је на драмску наставу, учествовала у школским драмама и придружила се драмском клубу, гдје је учествовала на "Канадаским играма" и "Играј високо", комедијској групи. Против савјета својих родитеља одбила је четверогодишњу стипендију за новинарство на Универзитету Карлетон за студирање драме на престижној Националној позоришној школи у Канади у Монтреалу, која јој је платила стипендију. О је рекла родитељима да ће покушати глумити неколико година, и ако то не успије, вратити се на универзитет. Рефлектујући на одлазном универзитету, О је рекла: "Ја сам једина особа у мојој породици која у нечему нема мастер". Убрзо по завршетку Школе Народног позоришта 1993. глумила је у продукцији филма Дејвида Маметове. Отприлике у исто вријеме, добила је улогу у биографским ТВ филмовима двије значајне кинеско-канадске жене: ауторка Ванкувера Евелин Лау у Дневнику Евелин Лау (О је освојила улогу у конкуренцији више од 1.000 других који су се бавили аудицијом); и као Адриен Кларксон у Биографији Кларксоновог живота.

## Каријера

### 1994–2004: Почетак
О је дошла у Канаду да игра главну улогу у канадском филму "Дупла срећа" (1994), играјући Џејд Ли-а, двадесетогодишњу кинеско-канадску жену која је преговарала о њеним жељама са њеним родитељима. Филм је добио критичко признање, а Роџер Еберт похвалио је "топлу представу" Сандре. Џанет Маслин, из Њујорк Тајмса, такође је похвалила њену изведбу, рекавши: "Перформанс госпође О чини Џејд паметном, хероином коју нећемо тако лако заборавити ". Освојила је награду за најбољу улогу.
Године 1997. појавила се у филму "Бин", играјући улогу Бернике, ПР менаџера уметничке галерије. Њен други канадски филм укључује "Дуг живот, Срећа & Просперитети и Прошла ноћ" (1998), за који је поново освојила награду најбоље глумице. Била је убачена у драму "Плес на Плавој Игуани" (2000), играјући стрипера у одраслом плесном клубу насупрот Дарил Ханах. Филм је добио неколико критика, иако је О хваљена због њеног наступа. Преглед Њујорк Тајмс-а је рекао: "О, направите највећу могућност да истражите угрожену површину испод свог карактера." Исте године се појавила у драми "Буђење мртвог". Године 2002, О се појавила у породичној комедији "Велики дебели лажов", након чега је играла улогу у "Пун Фронтал" Стивена Спилгерга.
О је добила критичку похвалу за својих шест сезона као Рита Ву, помоћница председника главне спортске агенције, на серији Арлис, добивши награду за најбољу супругу у комедији и награду за најбољу глумицу у Комедији за свој рад. Такође је направила неколико гостујућих наступа у серији Популар (1999), гдје је играла наставника друштвених наука и гостовала у телевизијској серији Кунг Фу.
Године 2003, играла је у споредној улози против Диане Лејн у филму "Испод Сунца", а затим је играла у драми "Стране пута" (2004) Александра Пејна. Она сматра да су "Стране пута" и "Испод Сунца" једни од два најбоља филма која је направила.

### 2005–14: Увод у анатомију
Године 2005, О се појавила у неколико филмова, укључујући контроверзни трилер Дејвида Слејда "Горки слаткиш"; и независној антологијској драми "3 Игле" (2005), насупрот Клои Севигњи и Олимпије Дукакис, у којој игра католичку сестру у афричком селу са сидом. Исте године, О почиње да глуми у улози Кристине Јенг у првој сезони оног што је постало култна серија "Увод у анатомију". Њена дугогодишња улога донијела јој је награду Златни глобус за најбољу глумицу у 2005. години и награду 2006. године за изванредне перформансе женског глумца у драмској серији. У јулу 2009, добила је своју пету узастопну Еми номинацију за свој рад на серији. У августу 2013. године О је најавила да ће десета сезона програма бити њена последња сезона.
Осим њеног рада у Уводу у анатомију, О је наставила да се појављује у филмовима. Била је узбудљива у трилеру "Ноћни слушач" (2006), уз Робин Вилијамса и Тони Колет; играла је суперхероја у комедији "Бранитељ"(2009); Рамона и Безус (2010); и у критички признатој драми "Зечија рупа" (2010), насупрот Никол Кидман и Арон Екарта.
Такође је урадила неколико гласовних улога у анимацији, укључујући и неколико гостовања у Америчком змају:
О је био домаћин 28. Џени награде 3. марта 2008.https://www.academy.ca/ Године 2009, О је наступила у "Људском говору", документарном играном филму који користи драмске и музичке представе писама, дневника и говора свакодневних Американаца, заснованих на историји Сједињених Држава Ховарда Зин-а. Током вансезонске паузе снимања Увода у анатомију 2010, Сандра О је преузела улогу Сарах Чен у британској криминалистичкој драми "Трн". Усвојила је интензивну дијалектну обуку како би играла свој британски карактер.
28. јуна 2011. године објављено је да ће О добити звијезду на канадској Улици славних; примљена је 1. октобра у Елгин театру у Торонту. У 2013. години, О је формално најавила да ће на крају десете сезоне напустити Увод у анатомију. О је напустила серију у финалу сезоне.

### 2013−данас: Остали филмски пројекти
У октобру 2014. године, О је најавила да ће се удружити са канадском режисерком Ан Мари Флеминг ради сарадње на анимираном филму под именом "Коњски прозори". Такође се појавила у подршци у филму Теми (2014), играјући супругу Кати Бејтса.
У 2015. години глумила је у комедији "Ружни дјечаци". О је почела снимање комедијског филма "Мачија борба" (2016) у Њујорку у децембру 2015. године.

## Приватни живот
О је била у вези са филмаџијом Александром Пејном пет година. Они су се вјенчали 1. јануара 2003. године, растали су се почетком 2005. године и разведени су од краја 2006. године.
Дана 8. јула 2013. године, Сандра О је добила кључ за град Отава, Онтарио, од градоначелника Џима Вотсона.

## Награде и номинације
| Година | Номинације       | Награде                               | Резултат   |
| ------ | ---------------- | ------------------------------------- | ---------- |
| 1994   | Дупла срећа      | Најбољи перформанс                    | освојила   |
| 1998   | Прошла ноћ       | Најбољи перформанс                    | освојила   |
| 1998   | Прошла ноћ       | Најбоља глумица                       | освојила   |
| 2004   | Стране пута      | Најбоља глумица                       | освојила   |
| 2004   | Стране пута      | Најбоља глумица                       | освојила   |
| 2004   | Стране пута      | Најбољи перформанс                    | освојила   |
| 2004   | Стране пута      | Најбоља споредна улога                | освојила   |
| 2004   | Стране пута      | Најбољи перформанс                    | освојила   |
| 2005   | Увод у анатомију | Најбоља споредна улога                | номинована |
| 2005   | Увод у анатомију | Најбоља споредна улога                | номинована |
| 2005   | Увод у анатомију | Најбоља споредна улога                | номинована |
| 2006   | Увод у анатомију | Најбољи перформанс                    | номинована |
| 2006   | Увод у анатомију | Најбоља глумица                       | номинована |
| 2007   | Увод у анатомију | Најбољи перформанс                    | освојила   |
| 2007   | Увод у анатомију | Најбољи перформанс                    | номинована |
| 2008   | Увод у анатомију | Најбоља глумица                       | номинована |
| 2008   | Увод у анатомију | Најбоља споредна улога                | номинована |
| 2009   | Увод у анатомију | Најбоља споредна улога                | номинована |
| 2015   | Увод у анатомију | Омиљена ТВ личност која нам недостаје | освојила   |